# Kuwaiti Division One
Die Kuwaiti Division One (arabisch دوري الدرجة الأولى الكويتي, DMG Daurī ad-daraǧa al-ūlā l-kuwaitī) ist die zweithöchste kuwaitische Fußballliga.

## Modus
Die Anzahl der in der Liga spielenden Klubs variiert fast in jeder Saison. Je nachdem wie viele Mannschaften in der ersten Liga Platz finden kommt der Rest in diese zweite Liga. Der Meister der Liga sowie der Vizemeister spielen immer in einer Relegation gegen die jeweils beiden letzten der ersten Liga um den Aufstieg in die erste Liga.

### Teilnehmeranzahl
Da die erste Liga zur Saison auf 14 Teilnehmer erweitert wurde, gab es bis 1985 keinen Bedarf mehr für eine zweite Liga. Nach der Saison 1984/85 der ersten Liga wurde durch Austragung einer Play-off-Phase 7 Klubs ermittelt, welche dann zur Saison 1985/86 die Teilnehmer der wiedereingeführten zweiten Liga bilden sollten. Diese Teilnehmerzahl sollte relativ stabil, mit kleinen Veränderungen nach oben oder unten auch so bleiben. Der zweite Golfkrieg ließ den Spielbetrieb bis 1992 pausieren lassen. Um erneut Teilnehmer für die Liga zu ermitteln, wurde die Saison 1991/92 der ersten Liga in zwei Gruppen ausgetragen. Aus diesen Gruppen wurden dann 6 neue Klubs ermittelt, welche dann die Teilnehmer des neuen Unterhauses darstellen sollten.
In der Saison 1994/95 wurde wieder eine komplette Liga mit allen Vereinen gebildet. Deswegen gab es in dieser Saison keine Austragung der Division One. In der darauf folgenden wurden nach dem 13. Spieltag alle Klubs ab dem 7. Platz wieder in die Division One versetzt. Diese spielten dann noch einen Meister unter sich aus. Von 1996 bis 1999 gab es dann aber erneut keine zweite Liga. In der Saison 1999/2000 wurde die erste Liga mal wieder nach den gespielten Partien in der Mitte geteilt und über eine Play-off-Runde für alle Vereine ab dem 7. Platz zwei Klubs ermittelt die in der Liga bleiben dürfen. Der Rest stieg dann in die First Division ab. 2003 bis 2006 wurde dann wieder keine zweite Liga ausgespielt weil alle 14 Klubs an der ersten Liga teilnahmen. Nach der Saison 2005/06 ging es dann für alle Klubs der Premier League ab dem 9. Platz automatisch nach unten in die Division One. Am Ende der 2012/13 Saison der ersten Liga, gab es keinen Absteiger in die Division One, da ab der nächsten Saison wieder alle 14 Klubs in der Premier League spielen sollten. Nach der Saison 2016/17 stiegen von den mittlerweile 15 Klubs alle ab dem 9. Platz wieder in die Division One ab. Nach noch 7 Klubs in der zweiten Liga in der Saison 2017/18, hat die Liga nun seit der Saison 2018/19 insgesamt 5 teilnehmende Klubs.

## Teilnehmende Mannschaften 2024/25
- al-Shabab[12]
- Al-Jahra SC
- al-Sahel SC
- Burgan SC
- Al-Sulaibikhat SC

## Bisherige Meister
| Saison        | Meister            |
| ------------- | ------------------ |
| 1965/66       | Khaitan SC         |
| 1966/67       | Al Tadhamon SC     |
| 1967/68       | al-Yarmouk         |
| 1968/69       | Kazma SC           |
| 1969/70       | al-Fahaheel        |
| 1970/71       | Khaitan SC         |
| 1971/72       | al-Salmiya         |
| 1972/73       | al-Fahaheel        |
| 1973/74       | Khaitan SC         |
| 1974/75       | al-Shabab          |
| 1975/76       | al-Fahaheel        |
| 1976/77       | al-Sulaibikhat     |
| 1977/78       | al-Nasr            |
| 1978/79       | al-Fahaheel        |
| 1979 bis 1985 | Keine Austragung   |
| 1985/86       | Al Tadhamon SC     |
| 1986/87       | al-Nasr            |
| 1987/88       | Kein Meister       |
| 1988/89       | al-Jahra           |
| 1989/90       | al-Fahaheel        |
| 1990 bis 1992 | Keine Austragung a |
| 1992/93       | Al Tadhamon SC     |
| 1993/94       | Khaitan SC         |
| 1994/95       | Keine Austragung b |
| 1995/96       | al-Sahel           |
| 1996 bis 1999 | Keine Austragung b |
| 1999/2000     | al-Arabi           |
| 2000/01       | al-Sahel           |
| 2001/02       | al-Shabab          |
| 2002/03       | al-Jahra           |
| 2003 bis 2006 | Keine Austragung b |
| 2006/07       | al-Nasr            |
| 2007/08       | al-Shabab          |
| 2008/09       | al-Sulaibikhat     |
| 2009/10       | al-Sahel           |
| 2010/11       | al-Shabab          |
| 2011/12       | al-Sulaibikhat     |
| 2012/13       | al-Fahaheel        |
| 2013 bis 2017 | Keine Austragung b |
| 2017/18       | al-Shabab          |
| 2018/19       | al-Yarmouk         |
| 2019/20       | Al-Jahra SC        |
| 2020/21       | al-Tadhamon SC     |
| 2021/22       | Al-Jahra SC        |
| 2022/23       | al-Shabab          |
| 2023/24       | al-Yarmouk SC      |